# Stephanoma
Stephanoma Wallr. – rodzaj grzybów z klasy Sordariomycetes.

## Systematyka i nazewnictwo
Pozycja w klasyfikacji według Index Fungorum
Hypocreaceae, Hypocreales, Hypocreomycetidae, Sordariomycetes, Pezizomycotina, Ascomycota, Fungi.
Takson utworzył Karl Friedrich Wallroth w 1833 r. Synonim: Asterothecium Wallr. 1836, Synthetospora Morgan 1892. 
Gatunki
- Stephanoma italicum (Sacc. & Speg.) Sacc. & Traverso 1911
- Stephanoma meliolae F. Stevens & Dalbey 1918
- Stephanoma negeri Sacc. & Traverso 1911[3]
- Stephanoma phaeosporum E.E. Butler & McCain 1968
- Stephanoma strigosum Wallr. 1833
- Stephanoma tetracoccum Zind.-Bakker 1934

Nazwy naukowe na podstawie Index Fungorum.